# پودپروژیه
شهر پودپروژیه (به روسی: Подпорожье) در کشور روسیه و در اوبلاست لنینگراد واقع شده‌است.